# Саманта Скаффіді
Саманта Скаффіді (англ. Samantha Scaffidi; нар. 3 березня 1989, Нью-Йорк, Нью-Йорк) — американська акторка, сценаристка, режисерка і продюсерка. На ранніх етапах кар'єри знімалася в короткометражних фільмах, а популярність здобула завдяки ролі Вікторії Гейз у фільмах «Жахаючий» (2016), «Жахаючий 2» (2022) та «Жахаючий 3» (2024). Також вона з'явилася в головній ролі Люс у картині «Хатина в лісі: Нова глава» (2017) і зрежисувала соціальну рекламу «Wait» (2019) для RAINN.

## Ранні роки
Навчалася акторського мистецтва в Університеті Салве Реджина та Студії Вільяма Еспера.

## Кар'єра
Розпочала кінокар'єру з ролей офіціантки в короткометражному фільмі «Незручне мовчання» та Бі у «Derailing» (обидва 2013 року). 2015 року зіграла Мішель у повнометражній незалежній комедії «Мережевий», Жоржетту в драмі «Сем» і Саманту в короткометражці «Діяти, природно». Наступного року виконала головну роль Люс у комедійному фільмі жахів студій SC Films та SP Releasing «Хатина в лісі: Нова глава», прем'єра якого відбулася на Каннському кінофестивалі. 2018 року зобразила другопланову героїню Алессандрію у повнометражному фільмі «Сара Кью».
2015 року запросили зіграти у фільмі жахів Демієна Леоне «Жахаючий». Прочитавши сценарій, акторка спочатку відмовилася брати участь у картині та назвала задум «гротескним» і «страшним», але після розмови з Леоне приєдналася до проєкту. Їй запропонували вибрати між ролями Доун і Вікторії Гейз, і вона вибрала останню, бо ця героїня їй більше сподобалася. Знімання проходили 2016 року. Скаффіді сподобалося зніматися у стрічці, оскільки знімальна група працювала дуже злагоджено, а Девід Говард Торнтон (актор, що виконав роль лиходія клоуна Арта) був дуже доброзичливий на знімальному майданчику. Скаффіді повторила роль Вікторії в «Жахаючому 2»: участю в сиквелі вона також залишилася задоволена, особливо завдяки продуктивній співпраці зі знімальною групою та кращому розумінню свого екранного персонажа. Протягом знімання першої та другої частин через спотворення акторка носила важкий протезний грим. Після появи на Netflix «Жахаючий» завірусився в мережі і набув культового статусу, а також став першим фільмом у кар'єрі Скаффіді, який отримав зростальний фандом. 2024 року вийшло продовження, у якому вона знову зіграла Вікторію Гейз.

## Фільмографія
| Рік  |    | Українська назва          | Оригінальна назва     | Роль        |
| ---- | -- | ------------------------- | --------------------- | ----------- |
| 2013 | кф | Незручне мовчання         | Uncomfortable Silence | офіціантка  |
| 2013 | кф |                           | Derailing             | Бі          |
| 2015 | ф  | Мережевий                 | The Networker         | Мішель      |
| 2015 | ф  | Сем                       | Sam                   | Жоржетта    |
| 2015 | кф | Діяти, звичайно           | Act, Naturally        | Саманта     |
| 2016 | ф  | Жахаючий                  | The Wiz               | Вікі Гейз   |
| 2017 | ф  | Хатина в лісі: Нова глава | Demon Hole            | Люс         |
| 2017 | ф  | Американське фанго        | American Fango        | Кеті        |
| 2018 | ф  | Сара Кью                  | Sarah Q               | Алессандрія |
| 2022 | ф  | Жахаючий 2                | Terrifier 2           | Вікі Гейз   |
| 2024 | ф  | Жахаючий 3                | Terrifier 3           | Вікі Гейз   |